# Bahar Şahin
Bahar Şahin, all'anagrafe Elif Bahar Şahin (Ankara, 4 maggio 1997), è un'attrice turca.

## Biografia
Nata nel 1997 ad Ankara (Turchia), Bahar Şahin proviene da una famiglia originaria di Artvin e all'età di dodici anni si è stabilita con la sua famiglia a Istanbul, dove ha continuato l'istruzione educativa e formativa. Ha iniziato a frequentare corsi di teatro durante gli anni scolastici. Dal 2014 al 2017 ha avuto la sua prima esperienza di recitazione con la serie O Hayat Benim. Successivamente ha recitato in film come Oha Diyorum, Yol Dostim, Yol Dostim 2 e İyi Oyun e in serie televisive, tra cui Lise Devriyesi e Servet. Nel 2019 e nel 2020 ha interpretato il ruolo di Ceren nella serie Zalim Istanbul. Nel 2022 ha ricoperto il ruolo principale di Eda nella serie Gülümse Kaderine, insieme all'attrice Sude Zülal Güler e quello di Aslı nella serie Duran. Nel 2023 ha ottenuto il ruolo di Sibel Kayahan nella serie Tetikçinin Oğlu.

## Filmografia

### Attrice

#### Cinema
- Oha Diyorum, regia di Ersan Özer (2017)
- Yol Arkadaşım, regia di Bedran Güzel (2017)
- Yol Arkadaşım 2, regia di Bedran Güzel (2018)
- İyi Oyun, regia di Umut Aral (2018)
- Roza, regia di Mustafa Kotan (2023)
- Zevcat, regia di Meryem Beyza (2023)
- Hiç, regia di Mustafa Kotan (2025)
- Sevince, regia di Barış Başar (2025)

#### Televisione
- O Hayat Benim – serie TV, 124 episodi (Fox, 2014-2017)
- Ulan İstanbul – serie TV, 1 episodio (Kanal D, 2015)
- Lise Devriyesi – serie TV, 11 episodi (TRT 1, 2017)
- Kayıtdışı – serie TV (Fox, 2017)
- Servet – serie TV, 4 episodi (Show TV, 2018)
- Zalim İstanbul – serie TV, 39 episodi (Kanal D, 2019-2020)
- Gülümse Kaderine – serie TV, 5 episodi (Fox, 2022)
- Duran – serie TV, 9 episodi (GAİN, 2022)
- Tetikçinin Oğlu – serie TV, 7 episodi (Fox, 2023)
- Yüzde İki – serie TV (tabii, 2025)

### Doppiatrice

#### Televisione
- Pepee: Birlik Zamanı, regia di Hüseyin Emre Konyalı (2017)

## Riconoscimenti
- International Izmir Film Festival
  - 2019: Vincitrice come Miglior attrice promettente per il film Yol Arkadaşım 2[21]
- Pantene Golden Butterfly Awards
  - 2019: Candidata come Miglior attrice per la serie Zalim İstanbul[22]
- WorldFest Houston
  - 2020: Candidata come Miglior attrice non protagonista per il film İyi Oyun[23]